# Vardahovit
Vardahovit (in armeno Վարդահովիտ?) è un comune di 94 abitanti (2001) della Provincia di Vayots Dzor in Armenia.